# 자체 발열 식품 포장

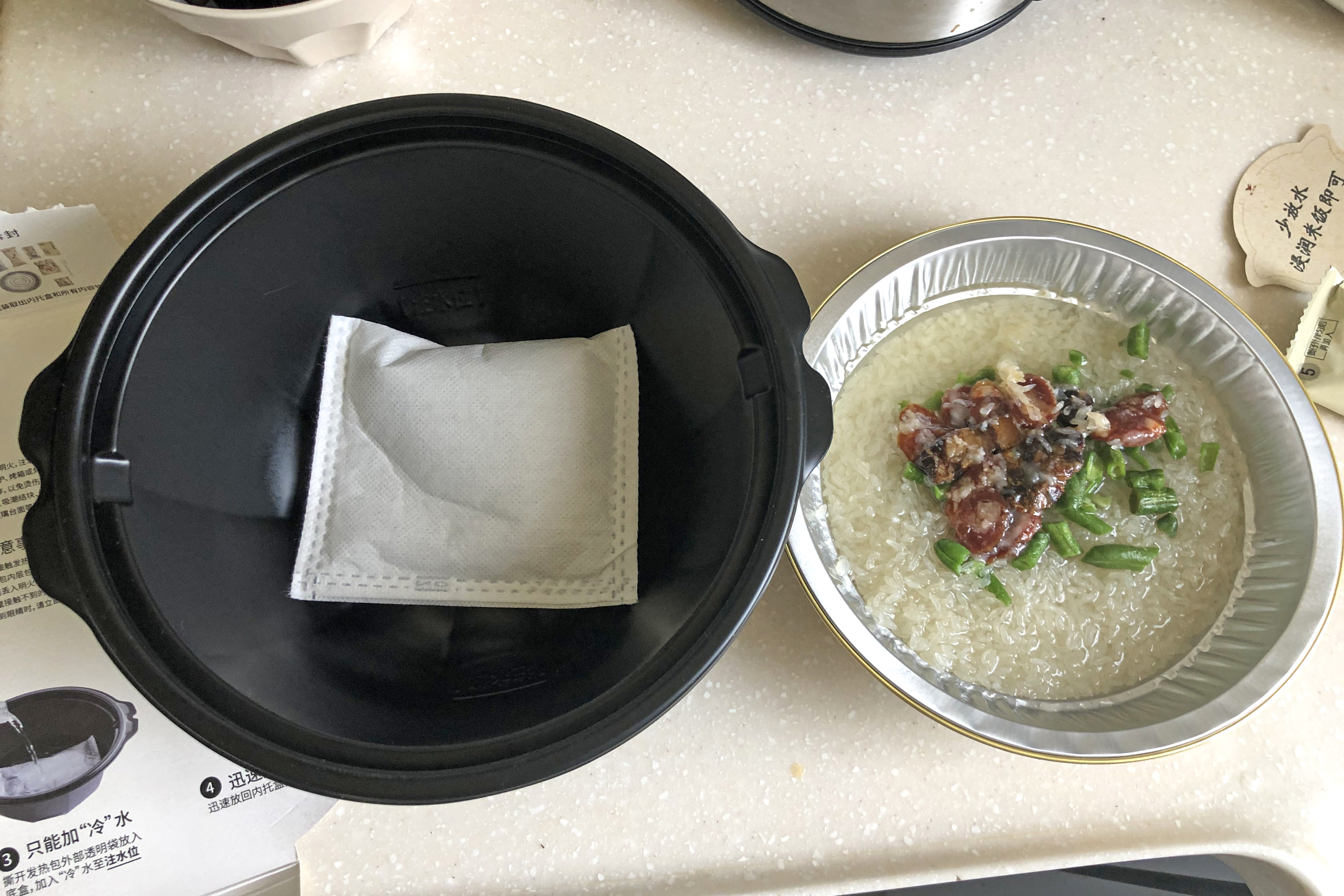

자체 발열 식품 포장(self-heating food packaging) 또는 발열재는 일반적으로 발열 화학 반응을 사용하여 외부 열원이나 전력 없이 식품 내용물을 가열할 수 있는 능동형 포장이다. 포장물은 자체 냉각될 수도 있다. 이러한 패키지는 군사 작전, 자연 재해 발생 시 또는 기존 요리를 사용할 수 없을 때마다 유용하다. 적절한 조리 시설이나 방법을 사용할 수 없거나 덜 이상적인 경우 군용 야전 식량, 캠핑 음식, 인스턴트 식품 또는 기타 조리용 식품에 자주 사용된다.

## 같이 보기
- 원터치 캔
- 플레임리스 레이션 히터